# Personval
Personval syftar inom politiken på ett valsystem där den enskilda väljaren har möjlighet att påverka vilken person som blir vald till ett visst politiskt uppdrag. Det allra mest renodlade personvalet förekommer i valsystem med majoritetsval i enmansvalkretsar där varje parti ställer upp endast en kandidat (till exempel i USA eller Storbritannien). Personvalet sammanfaller då helt och hållet med partivalet. I praktiken brukar man dock med personval avse valsystem där väljaren har en faktisk valmöjlighet mellan flera olika kandidater från respektive parti. Mest uttryckligt kommer detta till uttryck i proportionella valsystem vid "öppna listor", där väljaren får justera eller forma listornas rankning, samt i Single Transferable Vote, där väljaren äger rätt att välja kandidater (i plural) över partigränser oavsett tillhörighet. 

## Personval i Finland
De flesta politiska val i Finland är personval, där väljaren röstar på en enskild kandidat, men antalet mandat för ett parti eller valförbund avgörs av det totala antalet röster på kandidater i detta, enligt d’Hondts metod. Valförbundets mandat tillfaller de(n) kandidat(er) som fått flest personliga röster.

## Personval i Sverige
Personvalsinslaget i det svenska valsystemet var fram till 1990-talet mycket svagt. Väljaren hade visserligen rätt att stryka eller lägga till namn på partiernas anmälda valsedlar, men systemet för rösträkning gjorde dessa ändringar nästan betydelselösa annat än som protestyttringar. Den enda situation då väljaren faktiskt hade möjlighet att utöva ett aktivt personval var vid de tillfällen då ett parti hade flera olika kandidatlistor i samma valkrets.
Efter en försöksverksamhet i vissa kommunalval 1994 infördes ett stärkt personvalsinslag i alla allmänna val från och med 1998 års val. Väljaren fick då möjlighet - men inte skyldighet - att sätta ett kryss för den person på valsedeln som den önskade skulle blir invald först av alla. Minst 5 procent av ett partis väljare i en viss valkrets måste sätta kryss för en viss kandidat för att kandidaten ska kunna bli invald genom personvalet. För kommunfullmäktige och regionfullmäktige måste kandidaten dessutom ha fått minst 50 respektive 100 personröster.
De mandat som tillfaller ett visst parti i en valkrets går i första hand till de kandidater som klarat procentspärren i personvalet (5 % av partiets röster i valkretsen), i fallande ordning efter antalet personkryss. Eventuella återstående mandat fördelas därefter bland övriga kandidater i fallande ordning efter placering på valsedeln. 
Ett av argumenten för personval är att det har gett väljaren betydligt större möjlighet att påverka utfallet. Ur demokratisk synvinkel kan det också ifrågasättas som förenligt med demokratins ordning att ha en ordning som väljarna önskar, och en annan separat som faktiskt ligger till grund för vem som besätter mandaten. Ett motargument är att begränsningsregeln gör att de allra flesta politiker fortfarande har fått sitt mandat genom sin listplacering och inte genom personvalet, och att partiernas interna demokrati och rangordning - som också tillkommit genom en konsensus- och valprocess - åsidosätts. Några exempel på rikspolitiker som blivit invalda genom personkryss är Eva Flyborg (FP) och Kent Härstedt (S) i riksdagsvalet 1998; Ulla Löfgren (M) och Anna Ibrisagic (M) i riksdagsvalet 2002; Maria Ferm (MP) och Emil Källström (C) i riksdagsvalet 2010; Maria Carlshamre (FP), Anna Hedh (S) och Åsa Westlund (S) i Europaparlamentsvalet 2004.
I svenska valet 2022 var det endast två av riksdagens 349 ledamöter som valdes på grund av personkryss (0.6 %). Camilla Brunsberg fick 9,1 procent av M-rösterna i Blekinge och Nadja Awad 6,8 procent av V-rösterna i Örebro län.
 I Finland är motsvarande siffra 200 av 200 (100 %).